# Megachile phenacopyga
Megachile phenacopyga är en biart som beskrevs av Cockerell 1910. Megachile phenacopyga ingår i släktet tapetserarbin, och familjen buksamlarbin. Inga underarter finns listade i Catalogue of Life.